# Helmut Thumm
Pour les articles homonymes, voir Thumm.
Helmut Thumm (25 août 1895 à Ravensbourg et mort le 13 juillet 1977 à Welzheim), est un General der Infanterie allemand au sein de la Heer dans la Wehrmacht pendant la Seconde Guerre mondiale.
Il a été récipiendaire de la croix de chevalier de la croix de fer avec feuilles de chêne. La croix de chevalier de la croix de fer avec son grade supérieur, les feuilles de chêne, sont attribués en reconnaissance d'un acte d'une extrême bravoure ou d'un succès de commandement important du point de vue militaire.

## Biographie
Helmut Thumm entre dans le service militaire pendant la Première Guerre mondiale le 8 août 1914, et est promu Leutnant le 2 août 1915 dans le 125e régiment d'infanterie (de).
Thumm commande diverses formations :
- I. Bataillon, 75. Infanterie-Regiment le 1er octobre 1938
- 56. Jäger-Regiment le 13 juin 1940
- 5e division d'infanterie le 4 janvier 1943
- 64e corps d'armée le 1er novembre 1944

Après avoir retiré les adolescents des Jeunesses hitlériennes hors de la ligne de front contre les ordres d'en haut, il est relevé de son commandement du 64e corps d'armée le 20 janvier 1945.
Capturé à la fin de la guerre, Thumm passé deux ans et demi dans un camp de prisonniers allié.
Thumm est décédé en 1977 à Welzheim.

## Promotions
- Oberst : octobre 1941
- Generalmajor : mars 1943
- Generalleutnant : septembre 1943
- General der Infanterie : janvier 1945

## Décorations
- Croix de fer (1914)
  - 2e classe
  - 1re classe
- Croix d'honneur
- Médaille des Sudètes
- Agrafe de la croix de fer (1939)
  - 2e classe (3 juin 1940)
  - 1re classe (13 juin 1940)
- Médaille du Front de l'Est
- Croix de chevalier de la croix de fer avec feuilles de chêne
  - Croix de chevalier le 30 juin 1941 en tant que Oberstleutnant et commandant du Infanterie-Regiment 56[1]
  - 166e feuilles de chêne le 23 décembre 1942 en tant que Oberst et commandant du Jäger-Regiment 56[2]
- Mentionné dans le bulletin radiophonique Wehrmachtbericht (5 juillet 1941)